# Heinrich Hansen
Heinrich Hansen (Haderslev, 23 novembre 1821 – Frederiksberg, 10 luglio 1890) è stato un pittore danese specializzato nella rappresentazione di architetture.

## Biografia
Dopo aver frequentato la Accademia delle belle arti di Copenaghen dal 1842 al 1846 e aver lavorato al Museo Thorvaldsen, realizzò un viaggio di studio per la Germania nel 1847: ebbe poi modo di raggiungere la Spagna, la Francia, il Belgio, i Paesi Bassi, il Regno Unito tra il 1850 e il 1852. Risiedette in Italia tra il 1868 e il 1875.
Fu il primo pittore danese a specializzarsi nella rappresentazione di monumenti ed interni architettonici. Dato che il Castello di Frederiksborg era stato colpito nel 1859 da un incendio, i suoi interni vennero ricostruiti sfruttando le opere che qui Hansen aveva dipinto. Altra importante occupazione lavorativa di Hansen fu la collaborazione colla Bing & Grøndahl, manifattura di porcellane per la quale disegnò per un periodo di ventidue anni. Fu molto attivo nella vita culturale della sua epoca.
Nel 1855 lavorò per Cristiano IV di Danimarca nel Castello di Rosenborg, realizzando la stanza delle udienze. Nel 1861 lavorò nel Castello di Frederiksborg, realizzando la cappella palatina e il soffitto di una sala di rappresentanza. Sempre su commissione del re decorò nella Cattedrale di Roskilde la sua cappella privata. Insegnò all'accademia della quale era stato studente dal 1847 al 1864.

## Galleria d'immagini

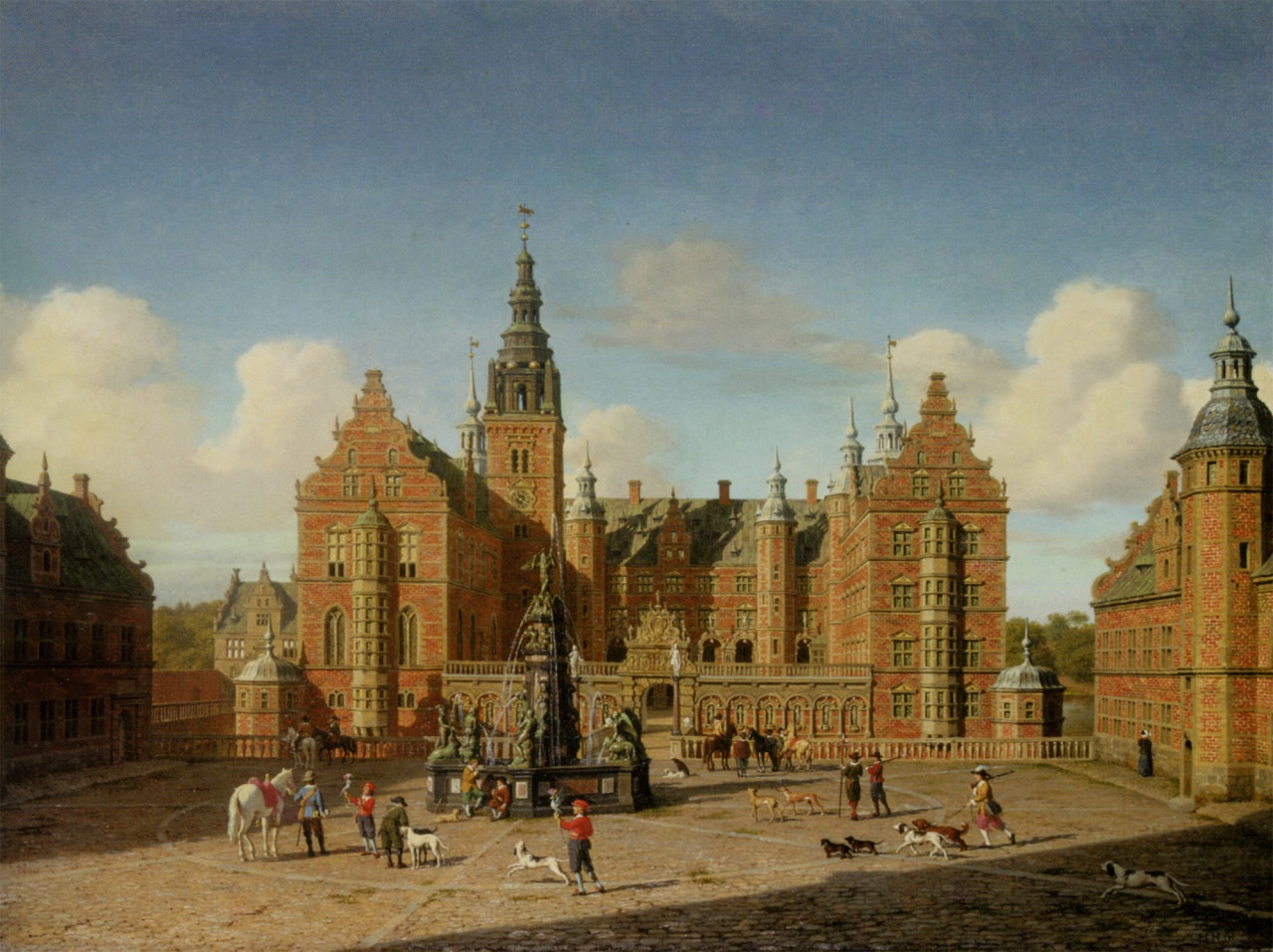
Fredriksborg Slott: Den kongelige falke jagt (1861)
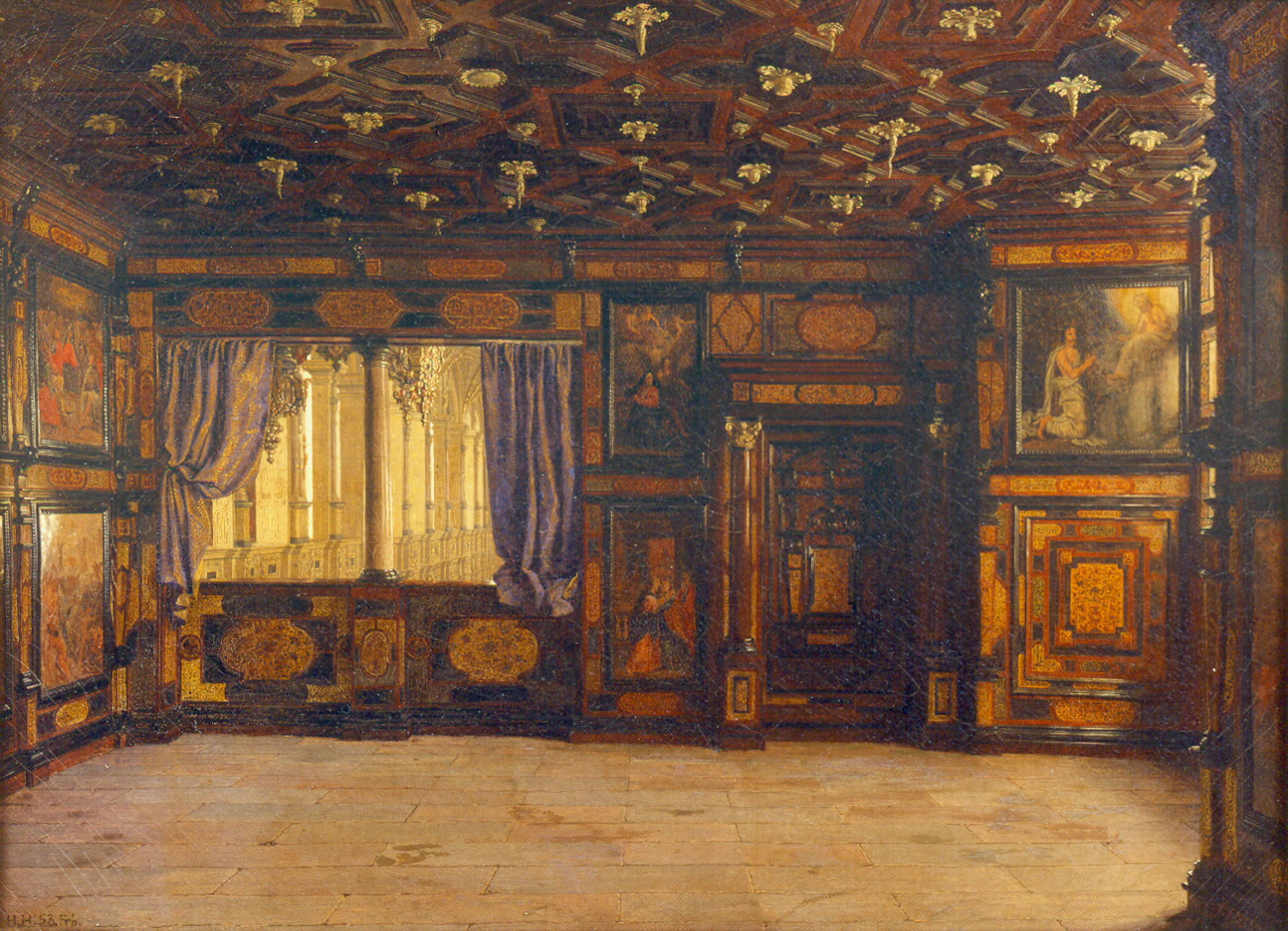
Bedekammeret (nel C. di Frederiksborg; 1861)
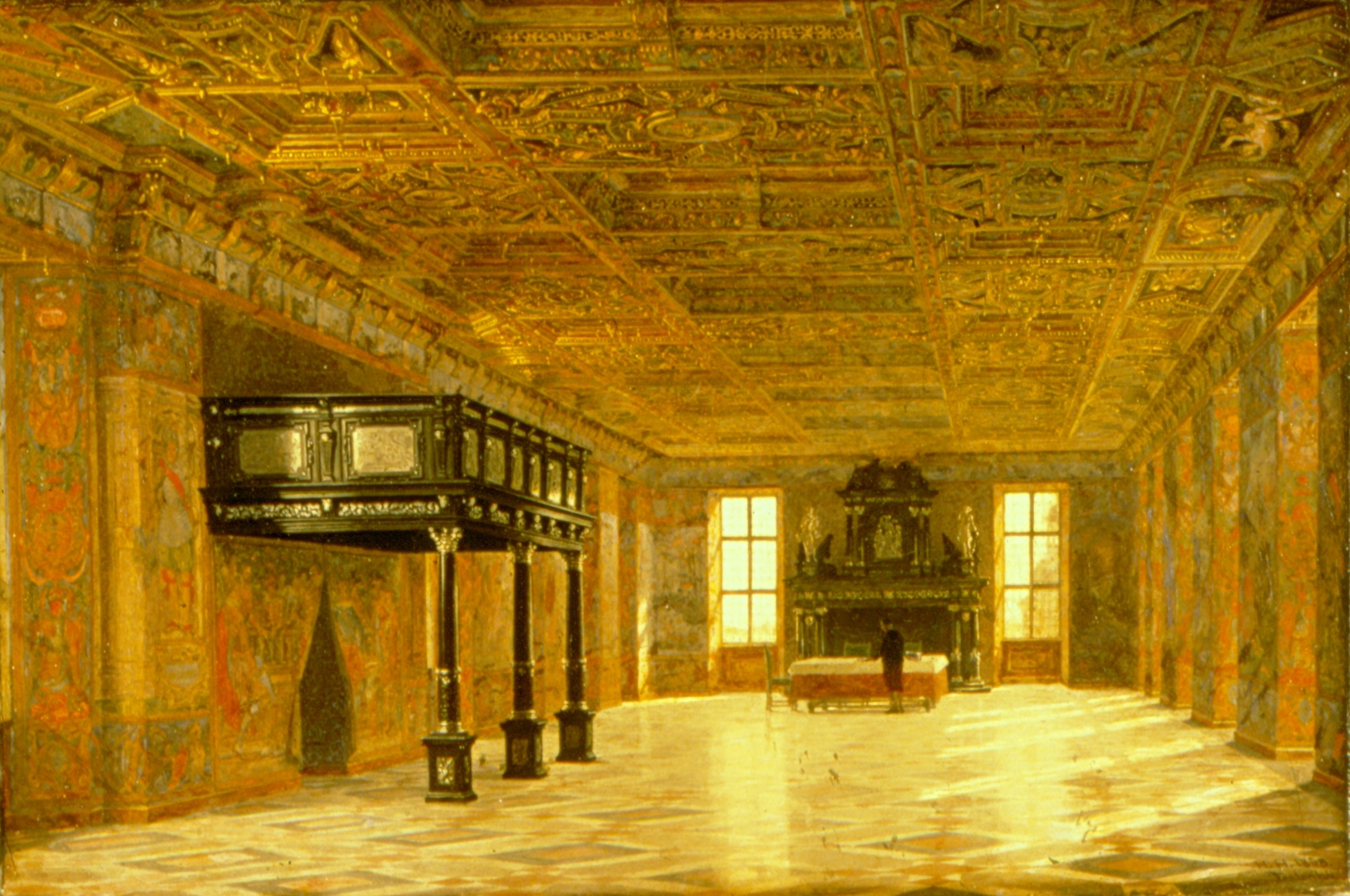
Riddersalen (nel C. di Frederiksborg; 1859)
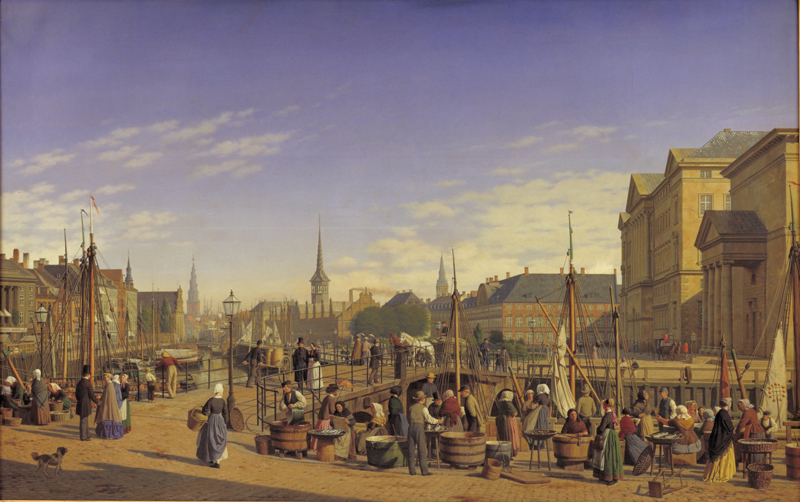
Udsigt fra Gammel Strand mod Christiansborg (1868)